# كسوج (غرمسير أردستان)
کسوج (بالفارسية: کسوج) هي قرية تقع في إيران في قسم غرمسیر الريفي. يقدر عدد سكانها بـ 98 نسمة بحسب إحصاء 2016.